# رادنی فرلینگویسن
رادنی فرلینگویسن (به انگلیسی: Rodney Frelinghuysen) نمایندهٔ حوزه انتخابیه یازدهم نیوجرسی از حزب جمهوری‌خواه ایالات متحده آمریکا در مجلس نمایندگان ایالات متحده آمریکا است که برای نخستین‌بار در ۶ ژانویه ۱۹۹۵ میلادی به‌عضویت این مجلس درآمد.